# Gütersteuern
Gütersteuern sind alle Steuern und ähnlichen Abgaben, die pro Einheit einer gehandelten Ware oder Dienstleistung zu entrichten sind. Sie umfassen die nichtabziehbare Umsatzsteuer, Importabgaben (u. a. Zölle, Verbrauchsteuern und Abschöpfungsbeträge auf eingeführte Güter) und sonstige Gütersteuern (Verbrauchsabgaben, Vergnügungsteuer, Versicherungsteuer usw.).